# 1954年大英帝國和聯邦運動會
1954年大英帝国和联邦运动会于1954年7月30日至8月7日在加拿大不列颠哥伦比亚省温哥华举行。这是自1952年大英帝国运动会更名以来的首次赛事。
共有24个国家的662名选手参加了运动会英格兰获得奖牌榜第一位。